# 瀧澤三郎
瀧澤 三郎（たきざわ さぶろう、1923年8月4日 - 2004年6月9日）は、日本の経営者。東京都出身

## 経歴
1949年に東京大学経済学部経済学科を卒業し、同年に東洋紡績に入社。1976年7月に取締役に就任し、常務、専務を経て、1983年12月には副社長に就任した。1985年5月に社長に昇格した。1992年6月に会長に就任した。
1989年11月に藍綬褒章を受章し、1995年4月に勲二等旭日重光章を受章した。
2004年6月9日、肺炎のために死去。80歳没。